# Kanton Saint-Fargeau-Ponthierry
Kanton Saint-Fargeau-Ponthierry is een kanton van het Franse departement Seine-et-Marne. Het kanton maakt deel uit van het arrondissement  Melun. Het heeft een oppervlakte van 55,09 km² en telt 50 607 inwoners in 2017, dat is een dichtheid van 920 inwoners/km².
Het werd opgericht bij decreet van 18 februari 2014 met uitwerking in maart 2015.

## Gemeenten
Het kanton Saint-Fargeau-Ponthierry omvat de volgende 6 gemeenten:
- Boissise-le-Roi
- Dammarie-les-Lys
- Nandy
- Pringy
- Saint-Fargeau-Ponthierry (hoofdplaats)
- Seine-Port